# 香菜子のなまらないと
『香菜子のなまらないと』（かなこのなまらないと）は、2011年4月9日から2016年3月20日までHBCラジオで放送されていたラジオ番組。2010年1月2日に30分の、2011年1月1日に1時間の特別番組として放送されたことがある。
津軽海峡フェリーの一社提供。
レギュラー放送終了後も、主に年末特番として不定期に放送されている。特番では「スタミナ源たれ」の上北農産加工の一社提供。

## 放送時間
2011年4月 - 2013年3月
- 土曜 20:30-20:45（JST）

プロ野球ナイター中継のある日は15:30-15:45に変更される。
2013年4月 - 2013年9月
- 水曜17:10 - 17:20（JST）

2013年10月 - 2014年3月
- 日曜17:30 - 17:40（JST）

2014年4月 - 2016年3月
- 日曜18:30 - 18:40（JST）

## 出演者
- 室谷香菜子（HBCアナウンサー）[2]

## 番組内容

### 現在のコーナー
- リスナーからのメール紹介
- 香菜子のなまらいい男：取材や、プライベートでここ1週間で出会ったいい男性を紹介する。
- 香菜子のいい話：室谷が経験した、いい話をする。
- 香菜子のなまらブログ：室谷香菜子のアナウンサーブログに書かれてある記事の詳しいエピソードや、その後日談を話す。

　
青森県出身の室谷は全編、津軽弁で話し、リスナーからのメールは標準語で書かれていても、津軽弁で紹介される。

### 終了したコーナー
- 津軽弁の理解度チェック：前回放送分の津軽弁の理解度をリスナーからアンケートを取り平均で何パーセントだったかを発表する。(2011年5月7日-2011年6月18日)

| 放送日                                 | 結果 |
| -------------------------------------- | ---- |
| 2011年5月7日(4月30日放送分)            | 75％ |
| 2011年5月14日(5月7日放送分)            | 86％ |
| 2011年5月21日(5月14日放送分)           | 82％ |
| 2011年5月28日(5月21日放送分)           | 78％ |
| 2011年6月4日(5月28日放送分)            | 80％ |
| 2011年6月11日(6月4日放送分)            | 85％ |
| 2011年6月18日【最終回】(6月11日放送分) | 84％ |

## エンディングテーマ
林檎の木の下で（ おおたか静流）